# Уилиямсън (окръг, Илинойс)
Окръг Уилиямсън (на английски: Williamson County) е окръг в щата Илинойс, Съединени американски щати. Площта му е 1150 km², а населението - 61 296 души (2000). Административен център е град Мариън.